# Solpugema montana
Solpugema montana är en spindeldjursart som först beskrevs av Lawrence 1929.  Solpugema montana ingår i släktet Solpugema och familjen Solpugidae. Inga underarter finns listade i Catalogue of Life.